# 조세이군

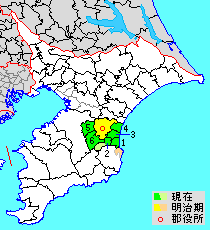
조세이 군의 위치

조세이군(일본어: 長生郡, ちょうせいぐん)은 지바현의 군이다.
인구 53,481명, 면적 226.97km², 인구밀도 236명/km².(2025년 3월 1일, 추계인구)
이하 5정 1촌으로 구성된다.
- 이치노미야정(一宮町)
- 시라코정(白子町)
- 조난정(長南町)
- 나가라정(長柄町)
- 무쓰자와정(睦沢町)
- 조세이촌(長生村)

## 군역
1897년 행정 구역으로 출범할 당시의 군역은 현재의 행정 구역에서 위의 5정 1촌 중 무쓰자와정의 일부를 제외하고, 아래 행정 구역을 더한 구역에 해당한다.
- 모바라시 전역
- 이스미시 일부
- 오아미시라사토시 일부

## 역사

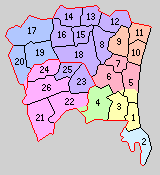
1.도라미촌 2.다이토촌 3.이치노미야정 4.쓰치무쓰촌 5.히토쓰마쓰촌 6.야쓰미촌 7.다카네혼고촌 8.도고촌 9.세키촌 10.시라카타촌 11.나바키촌 12.도요오카촌 13.호노오카정 14.니하리촌 15.도요다촌 16.니노미야혼고촌 17.가미나가라촌 18.모바라정 19.히요시촌 20.미즈카미촌 21.니시촌 22.히가시촌 23.쓰루에촌 24.도요사카촌 25.고고촌 26.조난정 (보라:모바라시 하늘색:이스미시 노랑:이치노미야정 초록:무쓰자와정 주황:시라코정 파랑:나가라정 분홍:조난정)

- 1897년 4월 1일 - 나가라군의 3정 17촌, 가미하부군의 1정 5촌이 통합하여 발족.(4정 22촌)
  - 구 나가라군 - 도라미촌(東浪見村), 다이토촌(太東村), 이치노미야정(一宮町), 쓰치무쓰촌(土睦村), 히토쓰마쓰촌(一松村), 야쓰미촌(八積村), 다카네혼고촌(高根本郷村), 도고촌(東郷村), 세키촌(関村), 시라카타촌(白潟村), 나바키촌(南白亀村), 도요오카촌(豊岡村), 호노오카정(帆丘町), 니하리촌(新治村), 도요다촌(豊田村), 니노미야혼고촌(二宮本郷村), 가미나가라촌(上長柄村), 모바라정(茂原町), 히요시촌(日吉村), 미즈카미촌(水上村)
  - 구 가미하부군 - 니시촌(西村), 히가시촌(東村), 쓰루에촌(鶴枝村), 도요사카촌(豊栄村), 고고촌(五郷村), 조난정(庁南町)
- 1897년 6월 4일 - 가미나가라촌이 나가라촌(長柄村)으로 개칭.
- 1906년 9월 10일 - 호노오카정이 혼노정(本納町)으로 개칭.
- 1940년 2월 11일 - 시라카타촌이 정제 시행으로 시라카타정(白潟町)이 됨.(5정 21촌)
- 1941년 2월 11일 - 다카네혼고촌이  다카네촌(高根村)으로 개칭.
- 1952년 4월 1일 - 모바라정·도고촌·도요다촌·니노미야혼고촌·쓰루에촌·고고촌이 합병하여, 모바라시(茂原市)가 발족, 군에서 이탈.(4정 16촌)
- 1953년
  - 4월 1일 - 혼노정·니하리촌이 합병하여, 새로이 혼노정(本納町)이 발족.(4정 15촌)
  - 11월 3일(4정 12촌)
    - 이치노미야정·도라미촌이 합병하여, 새로이 이치노미야정(一宮町)이 발족.
    - 히토쓰마쓰촌·야쓰미촌·다카네촌이 합병하여, 조세이촌(長生村)이 발족.
- 1954년
  - 4월 1일 - 조세이촌의 일부가 이치노미야정에 편입.
  - 12월 1일 - 다이토촌이 이스미군 후루사와촌과 합병하여, 이스미군 다이토정(현 이스미시)이 발족, 군에서 이탈.(4정 11촌)
- 1955년
  - 2월 11일(4정 6촌)
    - 시라카타정·세키촌·나바키촌이 합병하여, 시라코정(白子町)이 발족.
    - 조난정(庁南町)·니시촌·히가시촌·도요사카촌이 합병하여, 조난정(長南町)이 발족.

  - 4월 1일
    - 미즈카미촌의 일부가 조난정에 편입.
    - 조세이촌의 일부가 이치노미야정에 편입.

  - 4월 29일 - 나가라촌·히요시촌·마즈카미촌이 합병하여, 나가라정(長柄町)이 발족.(5정 3촌)
  - 7월 20일 - 쓰치무쓰촌, 조난정의 일부가 이스미군 미즈사와촌과 합병하여, 무쓰자와촌(睦沢村)이 발족.(5정 3촌)
  - 9월 30일 - 조세이촌의 일부가 이치노미야정에 편입.
- 1956년 9월 30일 - 혼노정·도요오카촌이 합병하여, 새로이 혼노정(本納町)이 발족.(5정 2촌)
- 1972년 5월 1일 - 혼노정·모바라시가 합병하여, 새로이 모바라시(茂原市)가 발족, 군에서 이탈.(4정 2촌)
- 1983년 4월 1일 - 무쓰자와촌이 정제 시행으로 무쓰자와정(睦沢町)이 됨.(5정 1촌)